# شوئيشا
شركة شوئيشا اليابانية للإعلام، هي شركة يابانية للإنتاج الإعلامي والمطابع، أنشئت سنة 1922م وتوقفت عام 1945م، في عام 1949م أعيد التشغيل وأنتجت عددا من المطبوعات وإنتاج البرامج الإلكترونية حتى اليوم.

## وصلات خارجية
- Official Shueisha website (باليابانية)